# Sportpark Duinwetering
Sportpark Duinwetering is een sportaccommodatie in Noordwijk. De vaste bespeler van het sportpark is vv Noordwijk. In 2014/2015 is het sportpark totaal gerenoveerd. Er is een compleet nieuwe accommodatie verrezen met kleedkamers, kantines, vergaderruimtes, businessruimte en twee sporthallen. 
In de sporthallen werken de volgende verenigingen hun thuiswedstrijden en trainingen af:
- BIOS (badminton)
- Fluks (korfbal)
- MSV (handbal)
- NOVO (volleybal)
- NHC (hockey)
- MSV (basketball)
- KNA (twirl).